# Partido judicial de Tarancón
El Partido judicial de Tarancón  es uno de los 4 partidos judiciales en los que se divide la provincia de Cuenca en la  comunidad autónoma de Castilla-La Mancha, siendo el partido judicial n.º 2  de la provincia de Cuenca.

El ámbito territorial, que viene regulado por el Real Decreto 529/1983, de 9 de marzo, comprende los municipios de :
El Acebrón, Alcázar del Rey, Alconchel de la Estrella, Almendros, Almonacid del Marquesado, Barajas de Melo, Belinchón, Belmonte, Buendía, Campos del Paraíso, Carrascosa de Haro, Cervera del Llano, Fuente de Pedro Naharro, Fuentelespino de Haro, Los Hinojosos, El Hito, Hontanaya, Horcajo de Santiago, Huelves, Huete, Leganiel, Monreal del Llano, Montalbanejo, Montalbo, Osa de la Vega, Palomares del Campo, Paredes de Melo, La Peraleja, Pineda de Gigüela, Portalrubio de Guadamejud, Pozorrubio, Puebla de Almenara, Rada de Haro, Rozalén del Monte, Saceda-Trasierra, Saelices, Tarancón, Tinajas, Torrejoncillo del Rey, Torrubia del Campo, Tresjuncos, Tribaldos, Uclés, El Valle de Altomira, Villaescusa de Haro, Vellisca, Villalba del Rey, Villalgordo del Marquesado, Villamayor de Santiago, Villanueva de Guadamejud, Villar de Cañas, Villar de la Encina, Villarejo de Fuentes, Villares del Saz, Villarrubio, Zafra de Záncara y Zarza de Tajo.